# Jandir
Jandir, właśc. Jandir Bugs (ur. 9 stycznia 1961 w Tenente Portela) – piłkarz brazylijski, występujący podczas kariery na pozycji pomocnika.

## Kariera klubowa
Karierę piłkarską Jandir rozpoczął w klubie SC Internacional w 1980. W latach 1982–1988 był zawodnikiem Fluminense Rio de Janeiro. W lidze brazylijskiej zadebiutował 24 stycznia 1982 w przegranym 1-2 meczu z Sportem Recife. Z Fluminense zdobył mistrzostwo Brazylii w 1984 oraz trzykrotnie mistrzostwo stanu Rio de Janeiro – Campeonato Carioca w 1983, 1984 i 1985.
W 1989–1993 był zawodnikiem Grêmio Porto Alegre. Z Grêmio dwukrotnie zdobył mistrzostwo stanu Rio Grande do Sul – Campeonato Gaúcho w 1989 i 1990. W barwach Grêmio 19 maja 1991 w przegranym 1-3 meczu z Botafogo FR Jandir wystąpił po raz ostatni w lidze brazylijskiej. Ogółem w latach 1982–1991 wystąpił w lidze w 132 meczach, w których strzelił 2 bramki. W latach 1993–1994 ponownie występował w Internacionalu i Fluminense. Karierę Jandir zakończył w Tubarão FC w 1996.

## Kariera reprezentacyjna
W reprezentacji Brazylii Jandir zadebiutował 17 czerwca 1984 w przegranym 0-2 towarzyskim meczu z reprezentacją Argentyny. Ostatni raz w reprezentacji Jandir wystąpił 21 maja 1985 w przegranym 1-2 towarzyskim meczu z reprezentacją Chile.
| Mecze i gole w reprezentacji | Mecze i gole w reprezentacji | Mecze i gole w reprezentacji | Mecze i gole w reprezentacji | Mecze i gole w reprezentacji | Mecze i gole w reprezentacji | Mecze i gole w reprezentacji |
| #                            | Data                         | Miasto                       | Przeciwnik                   | Gol                          | Wynik                        | Rozgrywki                    |
| ---------------------------- | ---------------------------- | ---------------------------- | ---------------------------- | ---------------------------- | ---------------------------- | ---------------------------- |
| 1.                           | 17.06.1984                   | São Paulo                    | Argentyna                    |                              | 0:0                          | towarzyski                   |
| 2.                           | 21.06.1984                   | Kurytyba                     | Urugwaj                      |                              | 1:0                          | towarzyski                   |
| 3.                           | 02.05.1985                   | Recife                       | Urugwaj                      |                              | 2:0                          | towarzyski                   |
| 4.                           | 15.05.1985                   | Bogota                       | Kolumbia                     |                              | 0:1                          | towarzyski                   |
| 5.                           | 21.05.1985                   | Santiago                     | Chile                        |                              | 1:2                          | towarzyski                   |